# Tour frontal
 (juin 2025).
Si vous disposez d'ouvrages ou d'articles de référence ou si vous connaissez des sites web de qualité traitant du thème abordé ici, merci de compléter l'article en donnant les références utiles à sa vérifiabilité et en les liant à la section « Notes et références ».
Pour les articles homonymes, voir tour.
Le tour frontal est une machine-outil pour l’usinage de pièces dont le diamètre est très important par rapport à leur longueur.

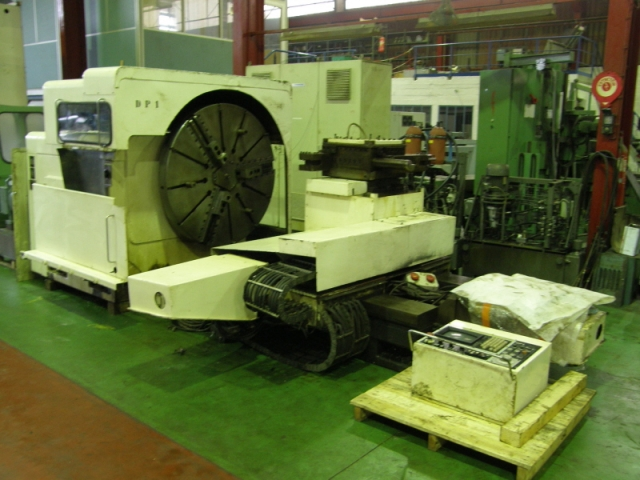
Tour frontal

## Construction
La physionomie d’une telle machine est semblable à un celle d’un tour parallèle à banc rompu, mis à part que le banc est très court, qu’il n’y a pas de contre-poupée sauf sur certaines machines pour uniquement effectuer des perçages dans l’axe de la broche (il n’y a pas de tournage entre-pointes).
La machine comprend :
- le trainard,
- le chariot transversal,
- la tourelle porte-outils,

## Emploi
La mise en position de pièces lourdes et de grand diamètre sur le plateau est une opération difficile qui peut s’avérer dangereuse. L’ensemble plateau et pièce agit en porte-à-faux sur le palier avant, entraînant une flexion et affectant la précision d’usinage.